# Csehország közlekedése

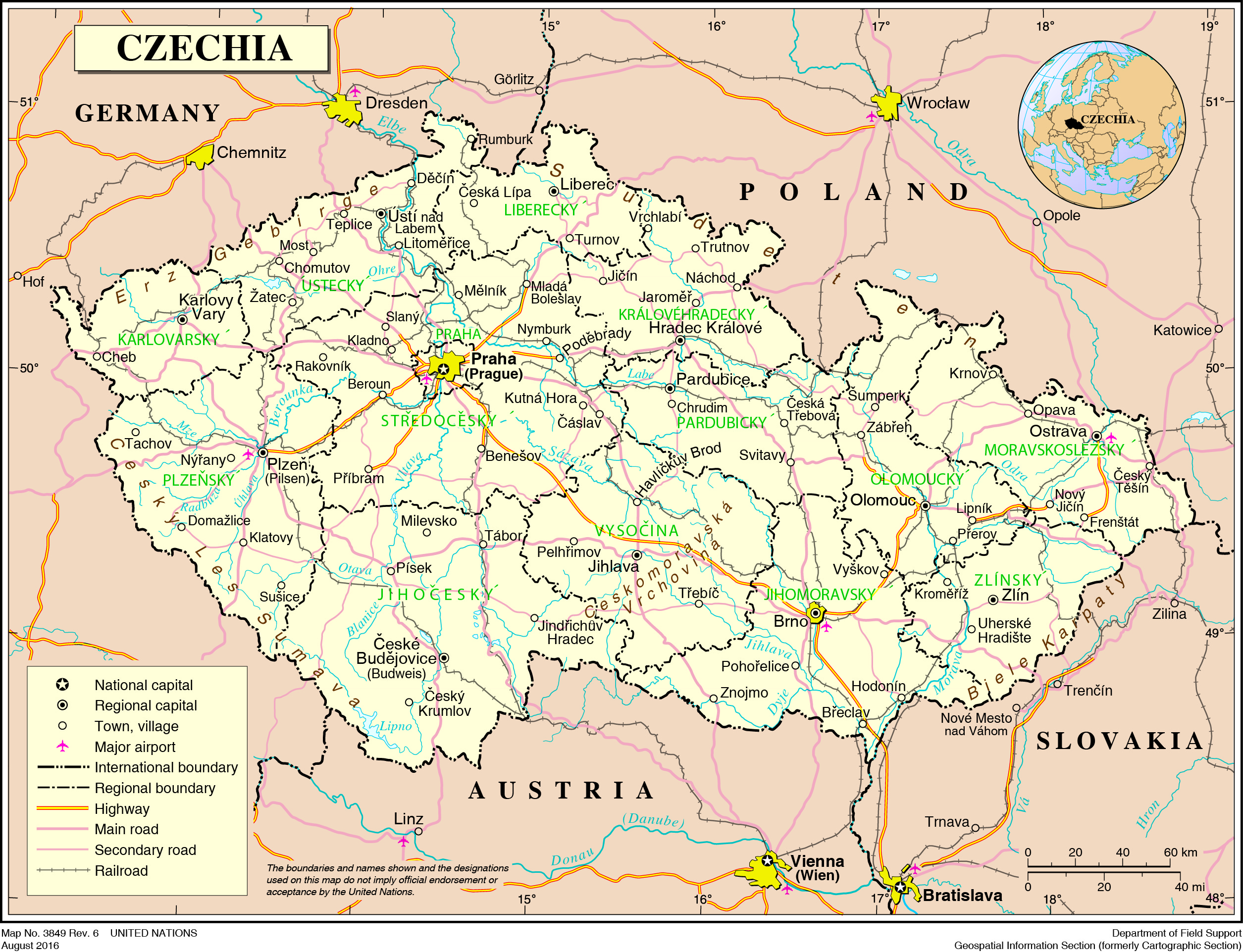
Csehország közlekedési térképe

Csehország közlekedésének legfontosabb elemei az autóutak és a vasútvonalak.

## Vasútvonalak
- Összesen: 9435 km
  - Normál nyomtáv: 9341 km 1,435 m normál nyomtáv (2946 km villamosított 3 áramnemmel; 1868 km kétvágányú)
  - Keskeny nyomtáv: 94 km 760 mm keskeny nyomtáv (1998)
- Vasúttársaságok:
  - České dráhy (ČD), a cseh államvasút.
  - A ČD Cargo foglalkozik áruszállítással.
- Városok metrórendszerrel: Prága, lásd: Prágai metró.
- Városok villamosvonalakkal: Brno, Liberec, Most, Olomouc, Ostrava, Plzeň, Prága

## Autóutak
- Összesen: 127 693 km

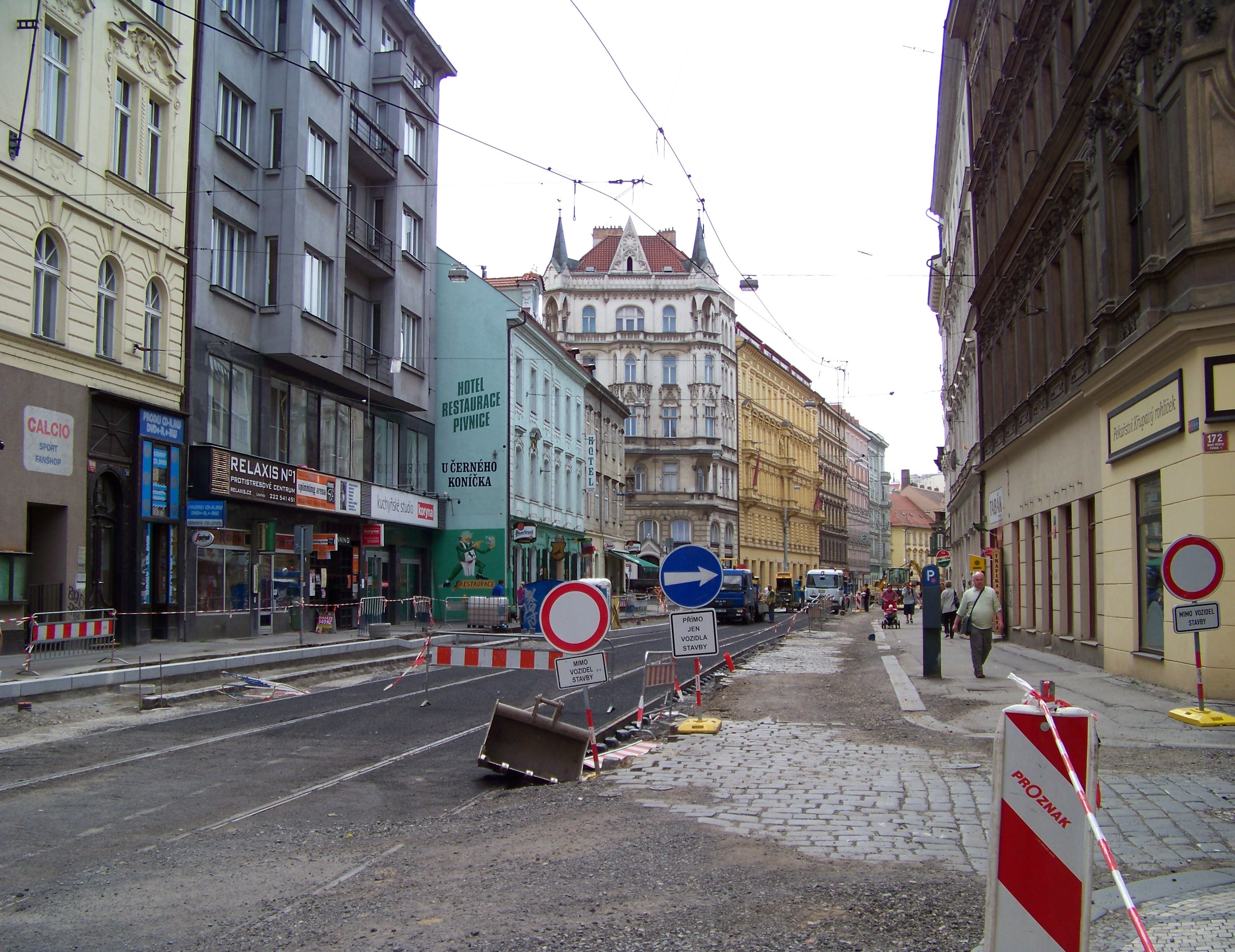
Útjavítás Prágában

  - Szilárd burkolat: 127 693 km (ebből 498 km gyorsforgalmi út)
  - Nem szilárd burkolat: 0 km (1998 becslés)

### Autópályák Csehországban

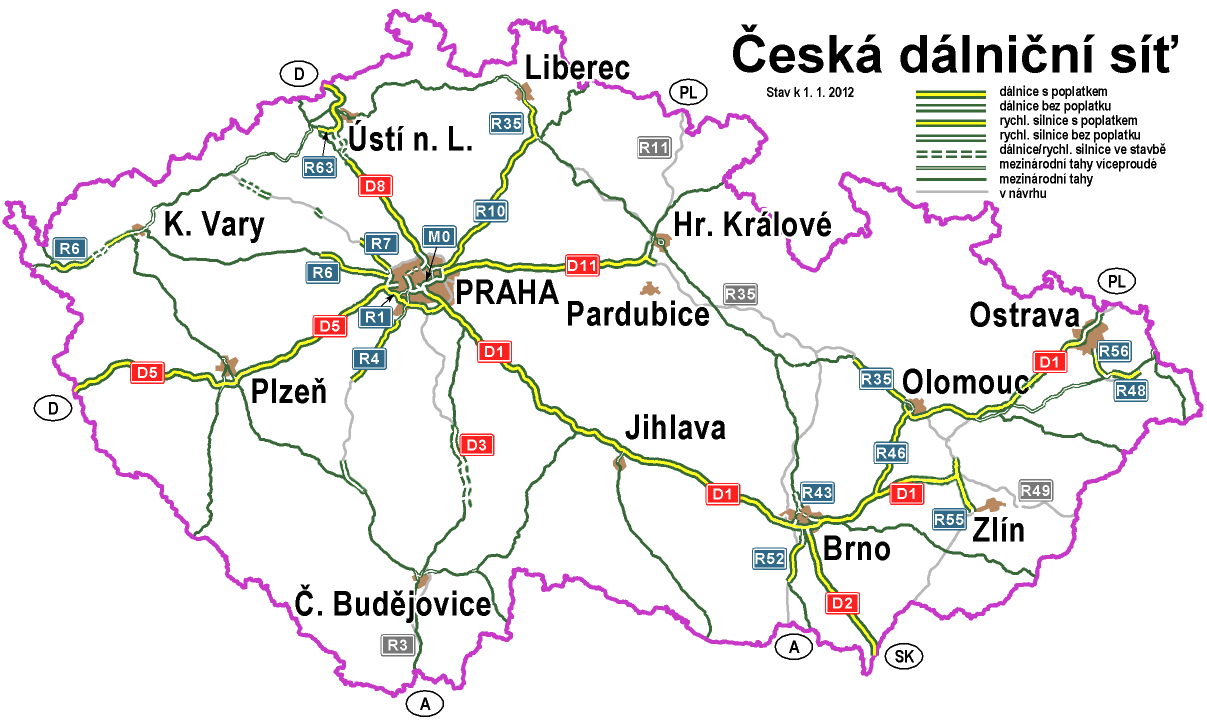
Cseh autópályák

- D1
- D2
- D3
- D5
- D8
- D11
- D47

## Vízi utak

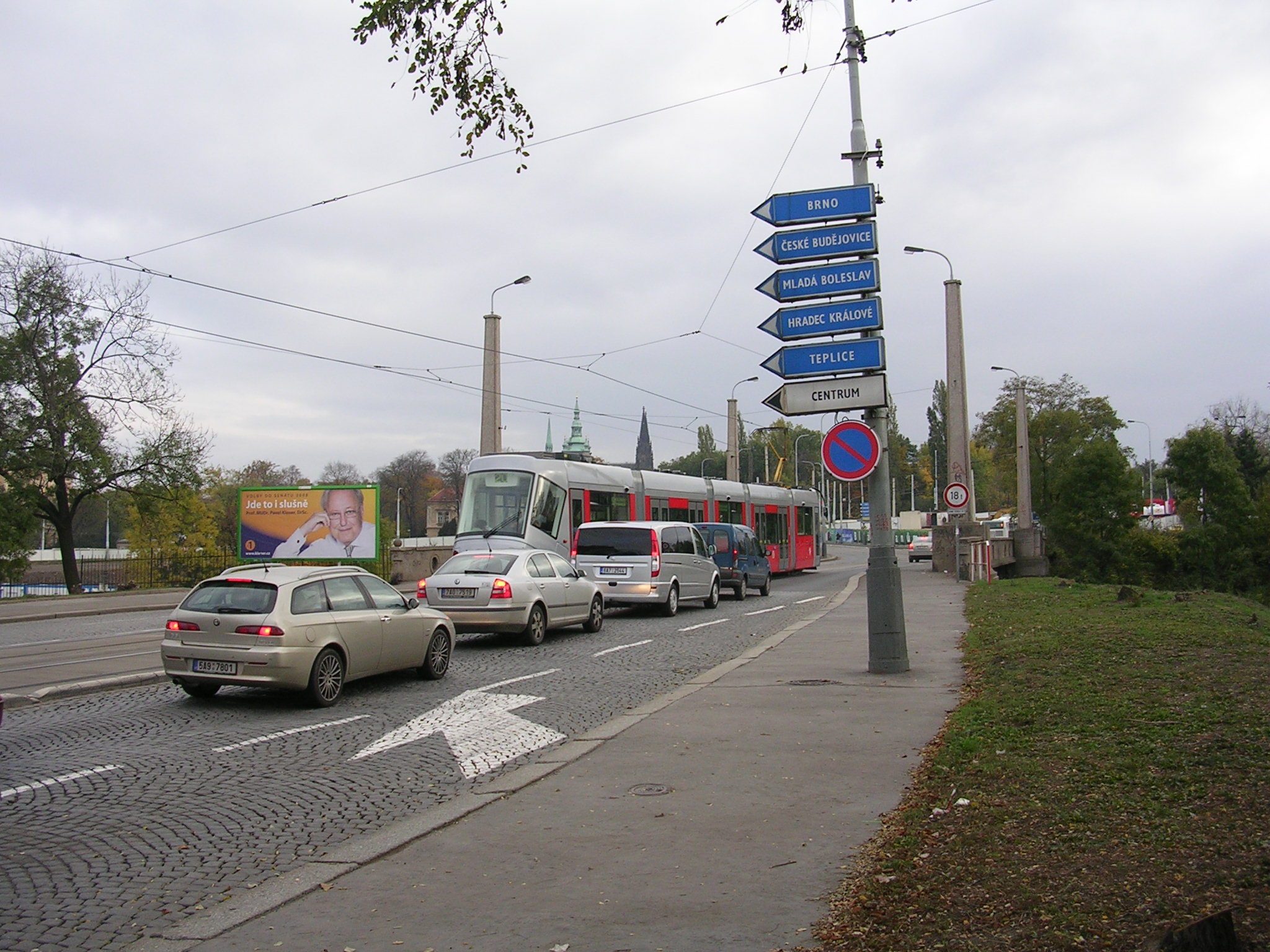
Prágai utcakép

Összesen 677 km; legfontosabb vízi út az Elba (Labe).
Kikötők:
Děčín, Mělník, Prága, Ústí nad Labem, Moldauhafen Hamburgban (nem használják, Németországnak lesz átadva 2028-ban)

## Repülőterek
Összesen 121 darab (2006).
Repülőterek kiépített kifutóval:
- Összesen: 46 (2006)
  - hosszabb mint 3047 m: 2
  - 2438 és 3047 m között: 10
  - 1524 és 2437 m között: 13
  - 914 és 1523 m között: 2
  - 914 m alatt: 19

Repülőterek nem kiépített kifutóval:
- Összesen (2006): 75
  - 1524 és 2437 m között: 1
  - 914 és 1523 m között: 25
  - 914 m alatt: 49

Helikopter leszálló:
- 2 (2006)

## Egyéb
Csővezetékek:
- Földgázvezeték: 53 000 km (1998).